# 키아지나

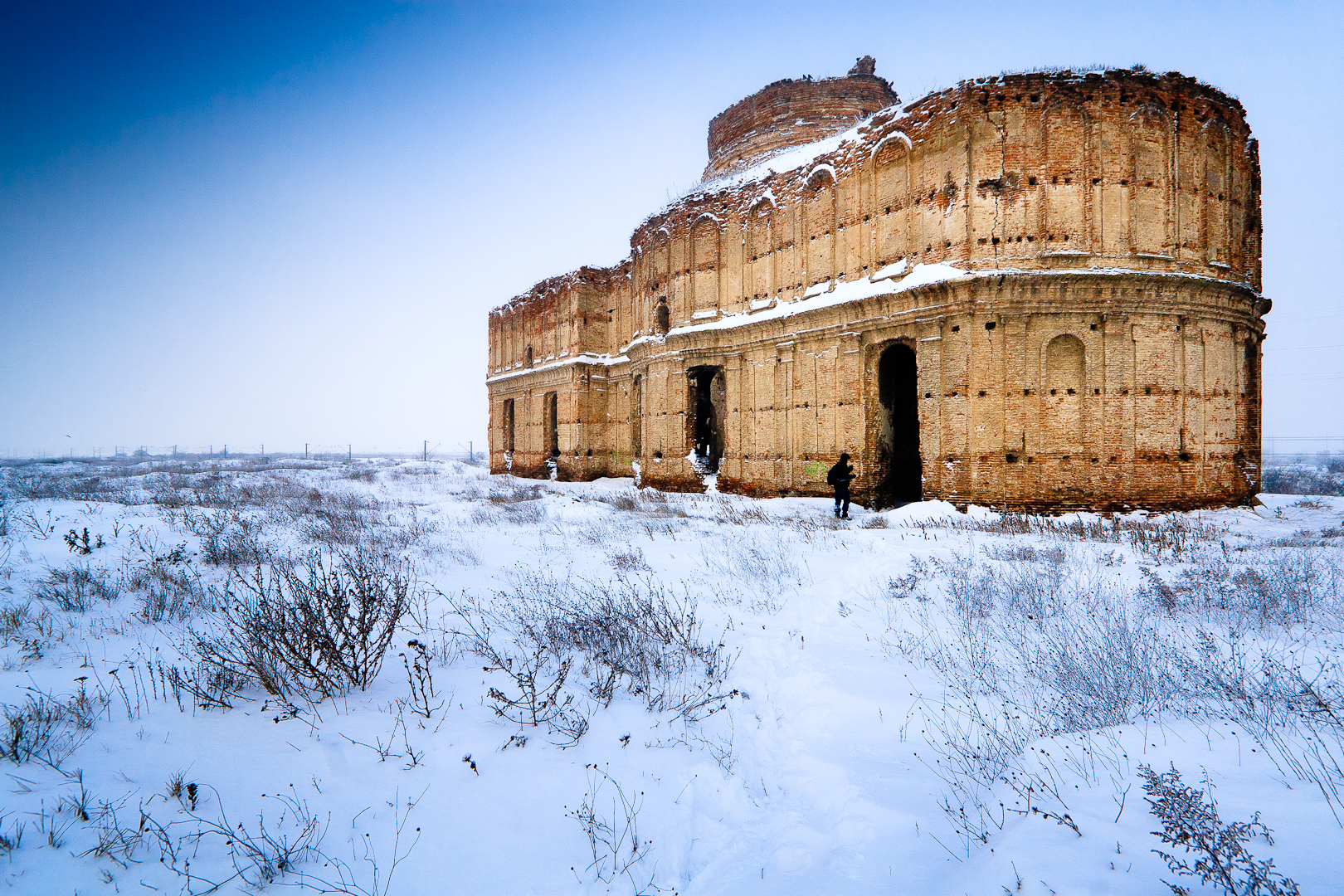
키아지나 수도원

키아지나(루마니아어: Chiajna)는 루마니아 일포브주의 도시로 인구는 8,009명(2002년 기준)이다. 루마니아의 수도인 부쿠레슈티의 서쪽에 위치한다.